# Gcaleka suensis
Gcaleka suensis är en insektsart som beskrevs av Davies 1988. Gcaleka suensis ingår i släktet Gcaleka och familjen dvärgstritar. Inga underarter finns listade i Catalogue of Life.